# Yūki Nakashima
Yūki Nakashima (中島 裕希?, Nakashima Yūki; Takaoka, 16 giugno 1984) è un calciatore giapponese, attaccante del Machida Zelvia.

## Biografia
Dal 1º novembre 2009 è sposato con l'idol giapponese Sayaka Marui.

## Caratteristiche tecniche
È un centravanti destro che, nonostante sia sotto la misura classica (1.75 m), ricopre il ruolo di prima punta.

## Statistiche

### Presenze e reti nei club
Statistiche aggiornate all'8 dicembre 2024.
| Stagione                 | Squadra                  | Campionato               | Campionato | Campionato | Coppe nazionali | Coppe nazionali | Coppe nazionali | Coppe continentali | Coppe continentali | Coppe continentali | Altre coppe | Altre coppe | Altre coppe | Totale | Totale |
| Stagione                 | Squadra                  | Comp                     | Pres       | Reti       | Comp            | Pres            | Reti            | Comp               | Pres               | Reti               | Comp        | Pres        | Reti        | Pres   | Reti   |
| ------------------------ | ------------------------ | ------------------------ | ---------- | ---------- | --------------- | --------------- | --------------- | ------------------ | ------------------ | ------------------ | ----------- | ----------- | ----------- | ------ | ------ |
| 2003                     | Kashima Antlers          | J1                       | 11         | 0          | CG+CdL          | 4+4             | 1+0             | ACL                | 0                  | 0                  | A3cc        | 0           | 0           | 19     | 1      |
| 2004                     | Kashima Antlers          | J1                       | 10         | 0          | CG+CdL          | 0+5             | 0+1             | -                  | -                  | -                  | -           | -           | -           | 15     | 1      |
| 2005                     | Kashima Antlers          | J1                       | 2          | 0          | CG+CdL          | 1+4             | 1+0             | -                  | -                  | -                  | -           | -           | -           | 7      | 1      |
| Totale Kashima Antlers   | Totale Kashima Antlers   | Totale Kashima Antlers   | 23         | 0          |                 | 18              | 3               |                    | 0                  | 0                  |             | 0           | 0           | 41     | 3      |
| 2006                     | Vegalta Sendai           | J2                       | 24         | 5          | CG              | 2               | 0               | -                  | -                  | -                  | -           | -           | -           | 26     | 5      |
| 2007                     | Vegalta Sendai           | J2                       | 47         | 10         | CG              | 1               | 0               | -                  | -                  | -                  | -           | -           | -           | 48     | 10     |
| 2008                     | Vegalta Sendai           | J2                       | 31+2       | 6+0        | CG              | 2               | 1               | -                  | -                  | -                  | -           | -           | -           | 35     | 7      |
| 2009                     | Vegalta Sendai           | J2                       | 38         | 8          | CG              | 5               | 3               | -                  | -                  | -                  | -           | -           | -           | 43     | 11     |
| 2010                     | Vegalta Sendai           | J1                       | 21         | 1          | CG+CdL          | 0+4             | 0+1             | -                  | -                  | -                  | -           | -           | -           | 29     | 0      |
| 2011                     | Vegalta Sendai           | J1                       | 20         | 1          | CG+CdL          | 2+2             | 1+1             | -                  | -                  | -                  | -           | -           | -           | 24     | 3      |
| Totale Vegalta Sendai    | Totale Vegalta Sendai    | Totale Vegalta Sendai    | 183        | 31         |                 | 18              | 7               |                    | -                  | -                  |             | -           | -           | 201    | 38     |
| 2012                     | Montedio Yamagata        | J2                       | 41         | 9          | CG              | 2               | 1               | -                  | -                  | -                  | -           | -           | -           | 43     | 10     |
| 2013                     | Montedio Yamagata        | J2                       | 40         | 12         | CG              | 3               | 0               | -                  | -                  | -                  | -           | -           | -           | 43     | 12     |
| 2014                     | Montedio Yamagata        | J2                       | 36+1       | 6+0        | CG              | 2               | 0               | -                  | -                  | -                  | -           | -           | -           | 39     | 6      |
| 2015                     | Montedio Yamagata        | J1                       | 31         | 2          | CG+CdL          | 4+6             | 1+1             | -                  | -                  | -                  | -           | -           | -           | 41     | 4      |
| Totale Montedio Yamagata | Totale Montedio Yamagata | Totale Montedio Yamagata | 149        | 29         |                 | 17              | 3               |                    | -                  | -                  |             | -           | -           | 166    | 32     |
| 2016                     | Machida Zelvia           | J2                       | 42         | 14         | CG              | 0               | 0               | -                  | -                  | -                  | -           | -           | -           | 42     | 14     |
| 2017                     | Machida Zelvia           | J2                       | 41         | 11         | CG              | 0               | 0               | -                  | -                  | -                  | -           | -           | -           | 41     | 11     |
| 2018                     | Machida Zelvia           | J2                       | 42         | 12         | CG              | 1               | 0               | -                  | -                  | -                  | -           | -           | -           | 43     | 12     |
| 2019                     | Machida Zelvia           | J2                       | 38         | 3          | CG              | 0               | 0               | -                  | -                  | -                  | -           | -           | -           | 38     | 3      |
| 2020                     | Machida Zelvia           | J2                       | 33         | 1          | -               | -               | -               | -                  | -                  | -                  | -           | -           | -           | 33     | 1      |
| 2021                     | Machida Zelvia           | J2                       | 41         | 6          | CG              | 0               | 0               | -                  | -                  | -                  | -           | -           | -           | 41     | 6      |
| 2022                     | Machida Zelvia           | J2                       | 23         | 1          | CG              | 0               | 0               | -                  | -                  | -                  | -           | -           | -           | 23     | 1      |
| 2023                     | Machida Zelvia           | J2                       | 14         | 0          | CG              | 3               | 1               | -                  | -                  | -                  | -           | -           | -           | 17     | 1      |
| 2024                     | Machida Zelvia           | J1                       | 6          | 1          | CG+CdL          | 0+3             | 0+1             | -                  | -                  | -                  | -           | -           | -           | 9      | 2      |
| 2025                     | Machida Zelvia           | J1                       | 0          | 0          | CG+CdL          | 0               | 0               | ACL                | 0                  | 0                  | -           | -           | -           | 0      | 0      |
| Totale Machida Zelvia    | Totale Machida Zelvia    | Totale Machida Zelvia    | 280        | 49         |                 | 7               | 2               |                    | 0                  | 0                  |             | -           | -           | 287    | 51     |
| Totale carriera          | Totale carriera          | Totale carriera          | 635        | 109        |                 | 60              | 15              |                    | 0                  | 0                  |             | 0           | 0           | 695    | 124    |

## Palmarès

### Club

#### Competizioni nazionali
- J2 League: 1

Machida Zelvia: 2023